# ヒューズ兄弟
アルバート・ヒューズ（Albert Hughes、1972年4月1日 - ）とアレン・ヒューズ（Allen Hughes、同 - ）は、アメリカ合衆国で活動する映画監督・プロデューサー・脚本家の兄弟。双子である。

## 生い立ち
ミシガン州デトロイトで、アフリカ系アメリカ人の父親と、アルメニア系アメリカ人（イラン系アルメニア人）の母親のあいだに生れる。兄のアルバートが9分だけ年上である。2歳の頃に両親が離婚。9歳のときには、母親と共にロサンゼルス東部のポモーナに移る。12歳の頃、映画製作者を志していた二人は母からビデオカメラを買って貰い、短編作品を作るようになった。

## フィルモグラフィ
- 『ポケットいっぱいの涙』 Menace II Society（1993） - 監督・原作
- 『ダーク・ストリート/仮面の下の憎しみ』 Dead Presidents（1995） - 監督・製作・原案
- 『ブラック・ビジネス』 American Pimp（1999） - ドキュメンタリー、監督・製作・脚本・撮影
- 『フロム・ヘル』 From Hell（2001） - 監督・製作総指揮
- 『ザ・ウォーカー』 The Book of Eli（2010） - 監督
- 『ブロークンシティ』 Broken City（2013） - アレンのみ監督・製作
- 『アルファ 帰還りし者たち』 Alpha（2018） - アルバートのみ監督・製作・原案